# Michael Pohl (atleta)
Michael Pohl (Francoforte sul Meno, 18 novembre 1989) è un velocista tedesco.

## Carriera
Nel 2018 ha disputato i mondiali indoor, venndo eliminato in semifinale sui 60 m piani.
Pohl ha esordito a livello internazionale all'aperto nel 2019, ai campionati europei a squadre di atletica leggera, in cui giunse terzo nei 100 m piani e secondo con la staffetta 4x100, contribuendo al secondo posto finale della Germania.
Nello stesso anno si è laureato campione di Germania nei 100 m piani.
Nel 2021 ha invece gareggiato sui 60 metri piani ai campionati europei di atletica leggera indoor, qualificandosi al primo turno, ma venendo eliminato in semifinale.